# Vinska Gora
Vinska Gora je naselje u slovenskoj Općini Velenju. Vinska Gora se nalazi u pokrajini Štajerskoj i statističkoj regiji Savinjskoj. 

## Stanovništvo
Prema popisu stanovništva iz 2002. godine naselje je imalo 361 stanovnika.